# 刻节润楠
刻节润楠（学名：Machilus cicatricosa）为樟科润楠属下的一个种。

## 扩展阅读
- 維基物種上的相關：刻节润楠